# Freeman Dyson
Freeman John Dyson (Berkshire, 15 de dezembro de 1923 – 28 de fevereiro de 2020) foi um físico e matemático inglês.

## Carreira
Trabalhou para o British Bomber Command durante a Segunda Guerra Mundial. Após seu fim, mudou-se para Princeton (Estados Unidos) e nacionalizou-se estadunidense.
Nos anos posteriores à guerra, Dyson demonstrou a equivalência das formulações da eletrodinâmica quântica de Richard Feynman com as desenvolvidas por Julian Schwinger e Shin'ichiro Tomonaga. Entre 1957-1961, trabalhou no Projeto Orion que pretendia realizar o voo espacial utilizando a propulsão nuclear. Um protótipo chegou a ser construído, mas a Declaração para o Uso Pacífico do Espaço da ONU proibiu qualquer tipo de explosão nuclear na atmosfera e no espaço, o que provocou o abandono do projeto.
Dyson teorizou sobre a possibilidade de que uma sociedade avançada pudesse circundar completamente uma estrela para maximizar a captura da energia emitida, mediante nuvens de asteroides, o que foi denominado esfera de Dyson.
Também propôs a árvore de Dyson, uma planta desenhada geneticamente para crescer num cometa. O objetivo imaginado era que a árvore transformaria o cometa numa estrutura oca com uma atmosfera respirável no seu interior, utilizando-se da luz do sol distante e material do cometa para crescer e produzir o oxigênio necessário, e assim poderiam ser criados habitats para a humanidade no sistema solar exterior. Dyson publicou suas especulações e observações sobre a tecnologia e o futuro: Mundos imaginados, De Eros a Gaia, Perturbando o Universo.
Notabilizou-se também em seus estudos sobre a origem da vida, ao propor origens independentes para o metabolismo e para a reprodução.
De 2003 até a sua morte foi presidente do Space Studies Institute, organização fundada por Gerard Kitchen O'Neill.
Foi casado com Verena Huber-Dyson e pai de Esther Dyson e do historiador da tecnologia George Dyson.
Foi laureado com a Medalha Max Planck em 1969 e em 2000 com o Prêmio Templeton. Ele também foi um dos que assinaram uma petição para o presidente Barack Obama em 2015 para que o Governo Federal dos Estados Unidos fizesse um pacto de desarmamento nuclear e de não-agressão.
Morreu no dia 28 de fevereiro de 2020, aos 96 anos.

## Obras
- As origens da vida, Cambridge University Press, 1999. ISBN 978-84-8323-097-8[3]
- Infinito em Todas as Direções, Companhia das Letras, 2000. ISBN 978-85-3590-063-7
- O sol, o genoma e a internet, Companhia das Letras, 2001. ISBN 978-85-3590-203-7

## Obras em inglês
- «Some guesses in the theory of partitions» (PDF). Cambridge. Eureka. 8: 10–15. 1944
- «On Simultaneous Diophantine Approximations». Proceedings of the London Mathematical Society. s2-49 (1): 409–420. 1946. ISSN 0024-6115. doi:10.1112/plms/s2-49.6.409
- «The Approximation to Algebraic Numbers by Rationals» (PDF). Uppsala. Acta Mathematica. 79 (1): 225–240. 1947. doi:10.1007/BF02404697
- «Search for Artificial Stellar Sources of Infrared Radiation». Science. 131 (3414): 1667–1668. 3 de junho de 1960. Bibcode:1960Sci...131.1667D. PMID 17780673. doi:10.1126/science.131.3414.1667
- «A Brownian‐Motion Model for the Eigenvalues of a Random Matrix». Journal of Mathematical Physics. 3 (6): 1191–1198. 1962. Bibcode:1962JMP.....3.1191D. ISSN 0022-2488. doi:10.1063/1.1703862
- Symmetry groups in nuclear and particle physics: a lecture-note and reprint volume. [S.l.]: Benjamin. 1966
- «Interstellar transport» (PDF). Physics Today. 21 (10): 41–45. 1968. Bibcode:1968PhT....21j..41D. ISSN 0031-9228. doi:10.1063/1.3034534
- «Can we control the carbon dioxide in the atmosphere?». Energy. 2 (3): 287–291. 1977. doi:10.1016/0360-5442(77)90033-0
- Disturbing the Universe. [S.l.]: Harper & Row. 1979. ISBN 978-0-06-011108-3
- «Time without end: Physics and biology in an open universe». Reviews of Modern Physics. 51 (3): 447–460. 1979a. Bibcode:1979RvMP...51..447D. doi:10.1103/RevModPhys.51.447
- Weapons and Hope. [S.l.]: Harper & Row. 1984. ISBN 978-0-06-039031-0 (Vencedor do National Book Critics Circle Award).[7][8]
- Origins of Life. [S.l.]: Cambridge University Press. 1985. ISBN 978-0-521-30949-3
- Infinite in All Directions: Gifford Lectures Given at Aberdeen, Scotland, April-November 1985. [S.l.]: Harper & Row. 1988. ISBN 978-0-06-039081-5
- From Eros to Gaia. [S.l.]: Pantheon Books. 1992. arXiv:quant-ph/0608140
- «Some Guesses in The Theory of Partitions». Selected Papers of Freeman Dyson with Commentary. [S.l.]: American Mathematical Soc. 1996. ISBN 978-0-8218-0561-9
- «Warm-blooded plants and freeze-dried fish: the future of space exploration». The Atlantic Monthly. 1997
- Imagined Worlds. [S.l.]: Harvard University Press. 1997b. ISBN 978-0-674-53908-2
- Imagined Worlds. Col: The Jerusalem-Harvard Lectures. [S.l.]: Harvard University Press. 1998. ISBN 9780674539099
- L'importanza di essere imprevedibile [The importance of being unpredictable] (em italiano). [S.l.]: Di Renzo. 1998b. ISBN 978-88-86044-95-0
- The Sun, the Genome & the Internet: Tools of Scientific Revolutions. [S.l.]: Oxford University Press. 1999. ISBN 978-0-19-512942-7. https://books.google.com/books?id=ioD-6SxGn0kC
- Project Orion: The Atomic Spaceship 1957-1965. [S.l.]: Allen Lane and Penguin. 2002. ISBN 978-0-14-188613-8. OCLC 51109229
- «Science & Religion: No Ends in Sight - a review of The God of Hope and the End of the World by John Polkinghorne». The New York Review of Books. 2002a
- «What Can You Really Know? a review of Jim Holt's 'Why Does the World Exist?'». The New York Review of Books. 8 de novembro de 2012. Consultado em 30 de outubro de 2020
- The Scientist as Rebel. [S.l.]: New York Review Books. 2006. ISBN 978-1-59017-216-2. https://books.google.com/books?id=dfe_s_tK080C
- «A Failure of Intelligence: Part I». MIT Technology Review. 2006a
- «A Failure of Intelligence: Part II». MIT Technology Review. 2006
- «Religion from the Outside a review of Breaking the Spell: Religion as a Natural Phenomenon by Daniel C. Dennett». The New York Review of Books. 2006c
- A Many-colored Glass: Reflections on the Place of Life in the Universe. [S.l.]: University of Virginia Press. 2007. ISBN 978-0-8139-2663-6
- «Our Biotech Future». The New York Review of Books. 2007
- Advanced Quantum Mechanics. [S.l.]: World Scientific. 2007c. ISBN 978-981-270-661-4
- «Birds and Frogs» (PDF). Notices of the American Mathematical Society. 56 (2): 212–223. 2009. ISSN 1088-9477. Consultado em 23 de abril de 2015. Cópia arquivada (PDF) em 4 de março de 2011
- Birds and Frogs: Selected Papers, 1990-2014. [S.l.]: World Scientific. 2015. ISBN 978-981-4602-85-3
- Dreams of Earth and Sky. [S.l.]: New York Review Books. 2015a. ISBN 978-1-59017-855-3
- «Freeman Dyson: By the Book». Sunday Book Review. The New York Times (entrevista). 18 de abril de 2015. p. 8
- Maker of Patterns: An Autobiography Through Letters. [S.l.]: Liveright. 2018. ISBN 978-0-87140-386-5
- Dyson, F.J.; Gomer, R.; Weinberg, S.; Wright, S.C., Tactical Nuclear Weapons in Southeast Asia (PDF), Institute for Defense Analyses - Um documento anteriormente secreto, desclassificado em dezembro de 2002.

## Documentários
- To Mars by A-Bomb: The Secret History of Project Orion
- The Oakes
- Atomic Dream
- 2001: The Science of Futures Past
- Cool It
- Nuclear Dynamite
- Gaia Symphony III
- The Starship and the Canoe
- The Day After Trinity
- The Untold History of the United States
- The Uncertainty Has Settled
- A Glorious Accident
- Freeman Dyson: Space Dreamer